# (73714) 1992 SW14
(73714) 1992 SW14 là một tiểu hành tinh vành đai chính. Nó được phát hiện bởi Henry E. Holt ở Đài thiên văn Palomar ở Quận San Diego, California, ngày 30 tháng 9 năm 1992.